# Чусовой
Чусовой (на руски: Чусовой) е град в Русия, Пермски край, административен център на Чусовойски район. Населението му е към 1 януари 2018 г. е 44 779 души. през 2010 година.